# Regulice (przystanek kolejowy)
Regulice – nieczynny przystanek osobowy (dawniej stacja kolejowa) w centralnej części wsi Regulice, w województwie małopolskim, w Polsce; znajduje się na przy ul. Kolejowej, usytuowany jest na kilometrze 12,103 linii kolejowej nr 103, między przystankami kolejowymi Regulice Górne i Alwernia. W przeszłości posterunek ruchu obsługiwał ruch pociągów ze stacji Trzebinia Siersza i Jaworzno Szczakowa w kierunku Suchej Beskidzkiej.
Na dawnej stacji Regulice od 2017 r. prowadzi działalność turystyczną Lokalna Kolej Drezynowa. Zorganizowane jest tu zaplecze techniczne i postojowe dla drezyn. Turyści mają możliwość podróży drezynami rowerowymi i ręcznymi na szlaku Alwernia – Regulice – Nieporaz Puszcza Dulowska.

## Galeria

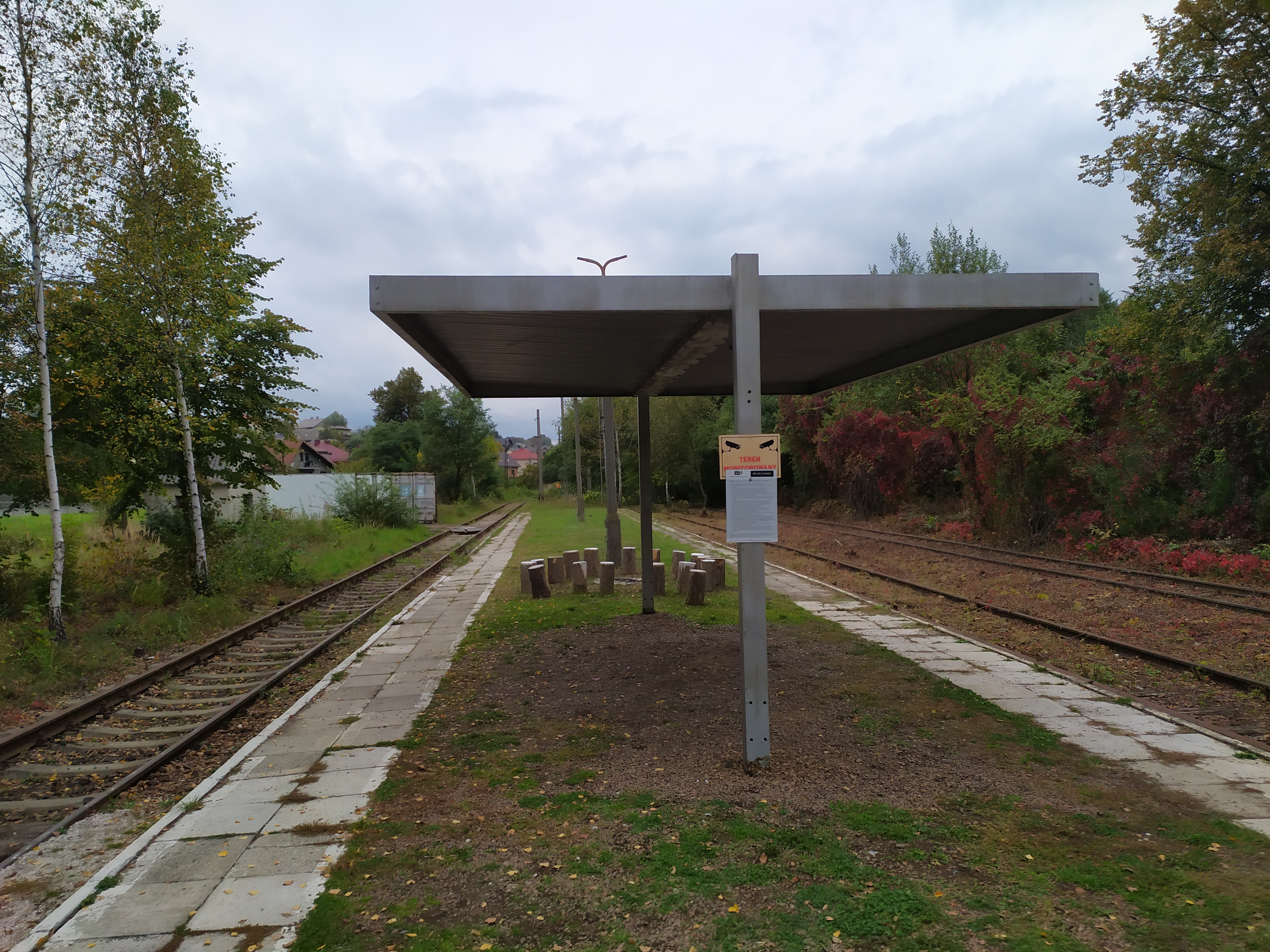
Peron na przystanku Regulice (2019 r.)
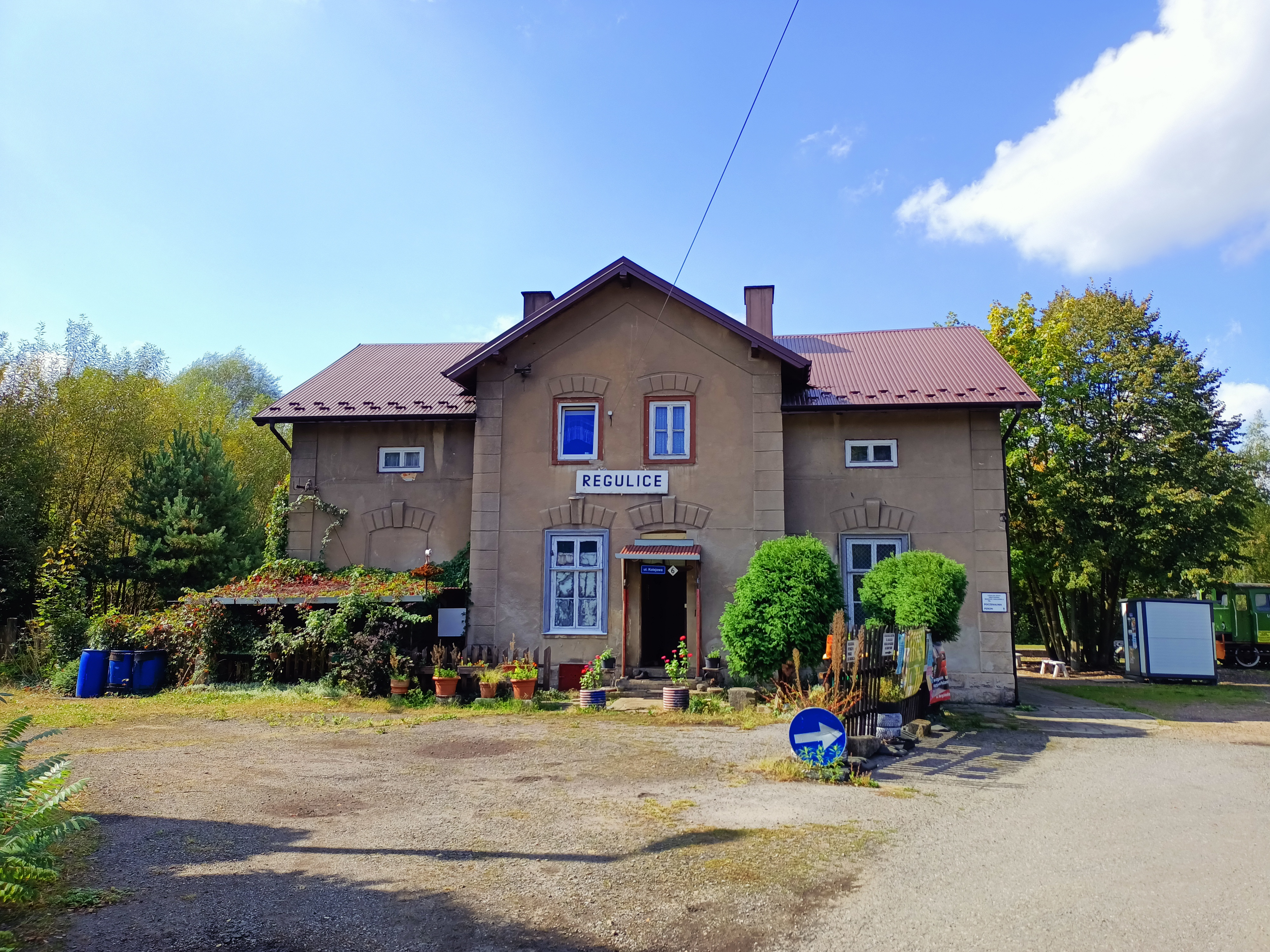
Budynek dworca Regulice, widok od strony wsi (2024 r.)